# Дитинства
«Дитинства» — французький фільм, який складається з шести короткометражок.

## Зміст
У цьому фільмі шість короткометражних стрічок, у кожній із яких описуються різні ситуації, що відбувалися з відомими людьми в дитячому віці. Кожна із них співвідноситься з іншими, у них є гумор і неповторний стиль. У фільмі мова йде про таких діячів зі світу мистецтва, як Фріц Ланг, Орсон Веллс, Жак Таті, Жан Ренуар, Альфред Хічкок, Інгмар Бергман.